# 朝比奈元永
朝比奈 元永（あさひな もとなが）は、安土桃山時代から江戸時代初期の武将。

## 略歴
今川氏・武田氏に仕えた駿河国の武将・朝比奈信置の次男。天正8年（1580年）駿河へ侵出した徳川家康勢を当目山で撃退した時には、弟の宗利とともに自ら槍を取って戦っている。天正10年（1582年）甲州征伐で父と兄が相次いで死亡したが、元永は駿河国内にいたために難を逃れ、家康に召し出されて井伊直政に附属させられた。しかし元永は不服だったために出奔し、浪人した。
天下統一後に豊臣秀次に招かれて仕え、秀次の没後は諸将の元を渡り歩き、文禄・慶長の役にも従軍して功があったという。その後は掛川城主・山内一豊に仕え、一豊が土佐藩主となると1,000石を知行し、小姓頭を務めた。寛永5年（1628年）没。